# Neon Genesis Evangelion (jeu vidéo)
Pour la série d'animation, voir Neon Genesis Evangelion.
 (avril 2020).
Si vous disposez d'ouvrages ou d'articles de référence ou si vous connaissez des sites web de qualité traitant du thème abordé ici, merci de compléter l'article en donnant les références utiles à sa vérifiabilité et en les liant à la section « Notes et références ».
Neon Genesis Evangelion (Shin Seiki Evangelion ou, plus communément appelé Evangelion 64) est un jeu vidéo d'action sorti le 25 juin 1999 sur Nintendo 64, uniquement au Japon. Le jeu a été développé et édité par Bandai. Il est basé sur l'animé Neon Genesis Evangelion et connaît une suite en 2003 : Neon Genesis Evangelion 2.